# San Juan de Guadalupe
San Juan de Guadalupe là một đô thị thuộc bang Durango, México. Năm 2005, dân số của đô thị này là 5858 người.